# Bihar megye természetvédelmi területeinek listája
Bihar megye természetvédelmi területeinek listája azokat a természetvédelmi területeket tartalmazza, amelyek a romániai Bihar megyében találhatóak, és országos jelentőségűnek minősülnek az 5/2000 számú törvény értelmében.
| Kód       | Kép           | Magyar elnevezés                                                 | Román elnevezés                                    | Helység                       | IUCN- kategória | Típus       | Terület (ha) |
| --------- | ------------- | ---------------------------------------------------------------- | -------------------------------------------------- | ----------------------------- | --------------- | ----------- | ------------ |
| RONPA0158 |               | Rozsda-szakadék                                                  | Groapa Ruginoasa                                   | Vasaskőfalva község           | IV              | geológiai   | 20,40        |
| RONPA0159 |               | Galbina-szirt                                                    | Pietrele Galbenei                                  | Vasaskőfalva község           | III             | geológiai   | 6,30         |
| RONPA0160 |               | Bulz-kő                                                          | Piatra Bulzului                                    | Vasaskőfalva község           | III             | geológiai   | 1,40         |
| RONPA0161 |               | Eszkimó-jégbarlang                                               | Ghețarul Focul Viu                                 | Vasaskőfalva község           | IV              | barlangtani | 0,10         |
| RONPA0162 |               | Porcika-zsomboly                                                 | Avenul Borțigului                                  | Vasaskőfalva község           | III             | barlangtani | 0,10         |
| RONPA0163 |               | Bocsásza-csúcs                                                   | Vârful Buteasa                                     | Bondoraszó község             | IV              | botanikai   | 2            |
| RONPA0164 |               | Izbuce tőzeglápok                                                | Molhașurile din Valea Izbucelor                    | Vasaskőfalva község           | IV              | botanikai   | 80           |
| RONPA0165 |               | Köves-Körös forrásvidéke természeti rezervátum                   | Fâneața Izvoarelor Crișul Pietros                  | Vasaskőfalva község           | IV              | botanikai   | 1            |
| RONPA0166 |               | Csodavár                                                         | Complexul Carstic din Valea Ponorului              | Vasaskőfalva község           | IV              | barlangtani | 14,90        |
| RONPA0167 |               | Galbina-völgy (Galbina-kőköz, Vályú-szoros)                      | Valea Galbenei                                     | Vasaskőfalva község           | IV              | vegyes      | 70,50        |
| RONPA0168 |               | Szegyesd-völgye                                                  | Valea Sighiștelului                                | Felsőmezős község             | IV              | vegyes      | 412,60       |
| RONPA0169 |               | Boga-kövek                                                       | Pietrele Boghii                                    | Vasaskőfalva község           | IV              | vegyes      | 38,40        |
| RONPA0170 |               | Nagy-Phaeton vízesés (Bohogyő-vízesés)                           | Săritoarea Bohodeiului                             | Vasaskőfalva község           | IV              | vegyes      | 32,90        |
| RONPA0171 |               | Aragyásza-barlang                                                | Cetatea Rădesei                                    | Bondoraszó község             | IV              | vegyes      | 20           |
| RONPA0172 |               | Flóra-rét                                                        | Poiana Florilor                                    | Vasaskőfalva község           | IV              | vegyes      | 1            |
| RONPA0173 |               | Pádis-fennsík                                                    | Platoul carstic Padiș                              | Vasaskőfalva község           | IV              | vegyes      | 39           |
| RONPA0174 |               | Bál-rét                                                          | Depresiunea Bălileasa                              | Vasaskőfalva község           | IV              | vegyes      | ?            |
| RONPA0175 |               | Bársza-katlan                                                    | Groapa de la Bârsa                                 | Vasaskőfalva község           | IV              | geológiai   | 30           |
| RONPA0176 |               | Mócok temploma csúcs                                             | Vârful Biserica Moțului                            | Vasaskőfalva község           | IV              | vegyes      | 3            |
| RONPA0177 |               | Elveszett Világ                                                  | Platoul carstic Lumea Pierdută                     | Vasaskőfalva község           | IV              | vegyes      | 39           |
| RONPA0178 |               | Kalugyeri időszakos vízkitörés (Dagadóforrás)                    | Izbucul intermitent de la Călugări                 | Kalugyer, Kerpenyéd község    | III             | geológiai   | 14,40        |
| RONPA0179 |               | Veresvíz élőhelyvédelmi terület                                  | Fâneața Valea Roșie                                | Hegyközszáldobágy             | IV              | botanikai   | 4            |
| RONPA0180 |               | Harasztos-pláj                                                   | Ferice Plai și Hoancă                              | Bontesd község                | IV              | vegyes      | 0,10         |
| RONPA0181 | Jókai-barlang | Jókai-víznyelőbarlang és Bój-patak forrása természeti rezervátum | Avenul Câmpeneasa cu Izbucul Boiu                  | Vaskoh                        | III             | barlangtani | 1            |
| RONPA0182 |               | Révi-szoros                                                      | Defileul Crișului Repede                           | Rév község                    | IV              | vegyes      | 219,70       |
| RONPA0183 |               | Csűr-víznyelőbarlang                                             | Peștera Ciurul Ponor                               | Biharrósa község              | III             | barlangtani | 1            |
| RONPA0184 |               | Csűr-forrásbarlang                                               | Peștera Ciur Izbuc                                 | Biharrósa község              | III             | barlangtani | 0,10         |
| RONPA0185 |               | Oszoly-barlang                                                   | Peștera Osoi                                       | Várfancsika                   | III             | barlangtani | 0,10         |
| RONPA0186 |               | Medve-barlang                                                    | Peștera Urșilor                                    | Kiskoh, Vasaskőfalva község   | III             | barlangtani | 1            |
| RONPA0187 |               | Tutajos-barlang (Lesvölgyi Vízkelet-barlang)                     | Peștera cu Apă din Valea Leșului                   | Csarnóháza                    | IV              | barlangtani | 0,5          |
| RONPA0188 |               | Szelek barlangja                                                 | Peștera Vântului                                   | Vársonkolyos község           | III             | barlangtani | 0,10         |
| RONPA0189 |               | Mikula-barlang                                                   | Peștera lui Micula                                 | Vasaskőfalva község           | III             | barlangtani | 0,10         |
| RONPA0190 |               | Gálosházi-barlang                                                | Peștera Gălășeni                                   | Gálosháza                     | III             | barlangtani | 0,10         |
| RONPA0191 |               | Borzi-szoros                                                     | Defileul Crișului Negru la Borz                    | Borz                          | IV              | vegyes      | 12           |
| RONPA0192 |               | Fugyivásárhelyi Nárcisz-tisztás                                  | Pădurea cu narcise de la Oșorhei                   | Fugyivásárhely, Váradalpár    | IV              | botanikai   | 2            |
| RONPA0193 |               | Horgas-havas                                                     | Vârful Cârligați                                   | Bondoraszó község             | IV              | botanikai   | 10           |
| RONPA0194 |               | Pece-patak                                                       | Pârâul Pețea                                       | Félixfürdő                    | IV              | botanikai   | 4            |
| RONPA0195 |               | Pacau-hegy                                                       | Dealul Pacău                                       | Sólyom község                 | IV              | botanikai   | 15           |
| RONPA0196 |               | Goroniste-erdei nárciszmező                                      | Poiana cu narcise de la Goroniște                  | Tenke község                  | IV              | botanikai   | 1            |
| RONPA0197 | Zengőkő       | Zengőkő                                                          | Piatra Grăitoare                                   | Bondoraszó község             | IV              | botanikai   | 5            |
| RONPA0198 |               | Jád-völgye                                                       | Valea Iadei                                        | Jádremete                     | IV              | botanikai   | 2            |
| RONPA0199 |               | Érsemjéni ezüstperjés legelő                                     | Pășunea cu Corynephorus de la Voievozi             | Érsemjén község               | IV              | botanikai   | 5            |
| RONPA0200 |               | Szalacs melletti Hidegvölgyi védett övezet                       | Complexul hidrografic Valea Rece                   | Szalacs község                | IV              | botanikai   | 2            |
| RONPA0201 |               | Székelyhídi Csíkos-tó                                            | Lacul Cicoș                                        | Érolaszi, Székelyhíd          | IV              | vegyes      | 10           |
| RONPA0202 |               | Lugosi Kőliget tájvédelmi körzet                                 | Gruiul Pietrii                                     | Alsólugos község              | IV              | őslénytani  | 0,40         |
| RONPA0203 |               | Méhelői miocén mészkő                                            | Calcarele tortoniene de la Miheleu                 | Méhelő (Miklóirtás község)    | IV              | őslénytani  | 0,40         |
| RONPA0204 |               | Somló-hegyi kövület lelőhely                                     | Locul fosilifer de pe Dealul Șomleu                | Betfia                        | IV              | őslénytani  | 5            |
| RONPA0205 |               | Tasádfői miocén mészkő                                           | Calcarele tortoniene de la Tășad                   | Tasádfő (Drágcséke község)    | IV              | őslénytani  | 0,40         |
| RONPA0206 |               | Lugos–Sólyomkőpestes kövület-lelőhely                            | Locul fosilifer din Valea Lionii-Peștiș            | Sólyomkőpestes                | IV              | őslénytani  | 0,01         |
| RONPA0207 |               | Tataros-Cornet őslénytani lelőhely                               | Lentila 204 Brusturi - Cornet                      | Esküllő község                | IV              | őslénytani  | 0,10         |
| RONPA0208 |               | Sebes-Körös szurdokvölgye                                        | Calcarele cu hippuriți din Valea Crișului          | Nagyfeketepatak               | IV              | őslénytani  | 0,40         |
| RONPA0209 |               | Báródsomosi kövület-lelőhely                                     | Locul fosilifer de la Cornițel                     | Báródsomos (Nagybáród község) | IV              | őslénytani  | 0,01         |
| RONPA0210 |               | Mézgedi-cseppkőbarlang                                           | Peștera Meziad                                     | Mézged                        | IV              | barlangtani | 0,10         |
| RONPA0211 |               | Radványi-erdei költőtelep rezervátum                             | Colonia de păsări de la Pădurea Rădvani            | Cséffa község                 | IV              | zoológiai   | 1            |
| RONPA0212 |               | Robogányi termál források                                        | Izvoarele mezotermale Răbăgani                     | Robogány község               | IV              | zoológiai   | 0,50         |
| RONPA0213 |               | Tehenek-barlangja                                                | Peștera Vacii                                      | Biharrósa község              | III             | barlangtani | 0,10         |
| RONPA0214 |               | Bőgő-barlang                                                     | Peștera Grueț                                      | Biharrósa község              | III             | barlangtani | 0,10         |
| RONPA0215 |               | Igrici-barlang                                                   | Peștera Igrița                                     | Esküllő                       | III             | barlangtani | 0,10         |
| RONPA0216 |               | Farcu-kristálybarlang                                            | Peștera Farcu                                      | Biharrósa község              | III             | barlangtani | 0,10         |
| RONPA0217 |               | Toplica-vízkitörés-barlang                                       | Peștera Toplița                                    | Bihardobrosd község           | III             | barlangtani | 0,10         |
| RONPA0849 |               | Oncsászai-barlang                                                | Peștera Smeilor de la Onceasa                      | Bondoraszó község             | III             | barlangtani | 0,50         |
| RONPA0861 |               | Cerbului-barlang – Tehén-zsomboly hidrokarsztikus rendszer       | Sistemul Carstic Peștera Cerbului - Avenul cu Vacă | Bondoraszó község             | IV              | barlangtani | 45           |

## Fordítás
Ez a szócikk részben vagy egészben  a   Lista rezervaţiilor naturale din judeţul Bihor című román Wikipédia-szócikk ezen változatának fordításán alapul.  Az eredeti cikk szerkesztőit annak laptörténete sorolja fel. Ez a jelzés csupán a megfogalmazás eredetét és a szerzői jogokat jelzi, nem szolgál a cikkben szereplő információk forrásmegjelöléseként.